# Acridotarsa chalcathra
Acridotarsa chalcathra är en fjärilsart som beskrevs av Diakonoff 1968. Acridotarsa chalcathra ingår i släktet Acridotarsa och familjen äkta malar.
Artens utbredningsområde är Filippinerna. Inga underarter finns listade i Catalogue of Life.